# Aeroportul Regional Tabuk
Aeroportul Regional Tabuk (IATA: TUU, ICAO: OETB) este un aeroport din Provincia Tabuk, Arabia Saudită ce deservește zona Tabuk. Aeroportul a fost tranzitat în 2021 de 1.107.575 de pasageri.
Situat la o altitudine de 778 m, aeroportul dispune de o singură pistă.